# Bulbophyllum caespitosum
Bulbophyllum caespitosum är en orkidéart som beskrevs av Louis Marie Aubert Du Petit-Thouars. Bulbophyllum caespitosum ingår i släktet Bulbophyllum och familjen orkidéer. Inga underarter finns listade i Catalogue of Life.